# Erasmus Huis (Jakarta)
Het Erasmus Huis in de Indonesische stad Jakarta is een cultureel centrum waar de Nederlandse cultuur wordt gepresenteerd.
Het Erasmus Huis houdt zich niet alleen bezig met de presentatie van Nederlandse cultuur, maar met Indonesische kunst, kunstenaars en groepen. Ook bevindt zich in het Erasmus Huis een bibliotheek met een verzameling van zo'n 22.000 titels, belangrijke kranten en tijdschriften uit zowel Nederland als Indonesië.
Het Erasmus Huis werd opgericht in 1970 en is sinds 1981 gevestigd op het terrein naast de Nederlandse ambassade in de wijk Kuningan in Jakarta. Het Erasmus Huis heeft een adviesraad. 